# Berta Kolteniuk
Berta Kolteniuk Krauze  (Ciudad de México, 1958). Es una artista plástica contemporánea y curadora mexicana. Su práctica artística explora los horizontes de la pintura expandida. Experimenta con pintura vinílica derramada sobre plástico que al secarse, emplea de manera performática o escultórica.

## Biografía
Bertha Kolteniuk Krauze nació en 1958, hija del médico el médico Luis Kolteniuk Talesnik judío ruso, y de la filósofa Rosa Krauze Pacht de origen judía polaca, ambos nacionalizados mexicanos. Tiene una hermana Ethel Krauze y un hermano Miguel. Es prima del escritor Enrique Krauze.
Estudió en la Escuela Nacional de Pintura y Escultura "La Esmeralda". En la Escuela Nacional de Artes Plásticas “San Carlos”, y en el  Corcoran College of Art and Design, Washington.
De 1997 al 2004, vivió, trabajó y expuso de manera individual y colectiva en Estados Unidos y en el  2002 inició su labor como curadora en el Instituto Cultural Mexicano de Washington D. C..  
Posteriormente, de 2012 a 2017 tuvo a su cargo la Celda Contemporánea de la Universidad del Claustro de Sor Juana, un espacio expositivo perteneciente a la Universidad del Claustro de Sor Juana. Ubicado en el centro Histórico de la Ciudad de México, en lo que fuera el convento de San Jerónimo. 
En el 2014 fundó el espacio independiente Estudio 71, Arte contemporáneo, en la Sinagoga Histórica de la Ciudad de México, la cual dirigió hasta el 2016.
De 2015 a 2018 y posteriormente, del 2020 al 2023 fue becaria del Sistema Nacional de Creadores del Fondo Nacional para la Cultura y las Artes (FONCA).  

## Exposiciones individuales
- La vida interna de las formas, Disertaciones sobre el campo pictórico. Museo de la Ciudad de Querétaro, Qro. 2018.[7][8][9]
- Cartografías nómadas. Galería de Arte UAM Iztapalapa, CDMX. 2015-2018.
- Sustancia solar. 1MES 1ARTISTA, en El 123, CDMX. 2016.[10][11]
- Menta y chocolate. Fundación Sebastián, CDMX. 2009.
- Chrome. 10 años de trayectoria, 1999-2009. Polyforum Cultural Siqueiros, CDMX. 2009.[12]
- Two Perspectives. Galería Skape, Seúl Corea. 2005.
- Cold and Warm, Instituto Cultural Mexicano de Washington, Washington D. C.. EU. 2001.
- Antártica. Instituto Cultural Mexicano, San Antonio, TX. EU. 1999.
- Monotipos. Sala Nezahualcóyotl, Centro Cultural Universitario, Universidad Nacional Autónoma de México (UNAM), CDMX.1998.

## Exposiciones colectivas
- Piel. 33 artistas contemporáneos. Museo de la Cancillería. CDMX. 2018.[13]
- México, pintura reactiva. Museo de Arte Carrillo Gil, curaduría, Carlos Palacios, CDMX. 2018.[14]
- Mexico: Women in Art, Female artists in the contemporary art scene. Art23 Gallery, Guangdong, China, curaduría Elizabeth Ross. 2018.
- Miradas, Sexta Bienal de Artes Visuales, Tijuana, Baja California. 2014.
- Manos por México, intervención de la obra de Pedro Friedeberg, Museo Franz Mayer, CDMX. 2014.
- Derivaciones pictóricas. Celda Contemporánea / formato 3, Universidad del Claustro de Sor Juana, CDMX. 2013.
- Contemporary Art. Galería Artana, La Hague, Holanda. 2002.
- New Talent IV. Exposición anual curada por Signal 66, Washington D. C.. EU. 2002.
- Exposición anual miembros del DC Art Center, Washington D. C.. EU. 2002.
- Exposición anual miembros del Museo de Arte Contemporáneo MOCA, Washington D. C.. 2002.
- Salón Bancomer 99, Fundación Cultural Bancomer, CDMX. 1999.
- World Women 98,  Ayuntamiento de Dallas, Dallas, Texas. EU 1998.

## Reconocimientos
- Beca del Sistema Nacional de Creadores de Arte FONCA- CONACULTA. 2015-2018.
- Individual Artist Fellowship, Beca de artista, otorgada por el DC Commission on the Arts and Humanities, Washington D. C.. E.U.A. 2003.
- Primer lugar en el 4.º concurso Internacional, de la galería Studio 4 West, Piermont, NY. Beca del DC Commission on the Arts and Hummanities, Washington D. C.. 2001.